# Das Mirakel
Das Mirakel, engl. The Miracle, stellt Karl Gustav Vollmoellers zentrales und bedeutendstes Bühnenwerk dar. Das Werk ist schwer einer bestimmten Gattung zuzuordnen. Es ist vom dramatischen Aufbau her Theaterstück, durch die integrale und begleitende Musik von Engelbert Humperdinck sowie die zahlreichen von Vollmoeller integrierten Kirchenlieder und geistlichen Gesänge einer Oper nicht unähnlich. Da das Werk ohne gesprochene Sprache auskommt, wurde und wird es von Beginn an als Pantomime bezeichnet, ohne im Sinne des Wortes eine zu sein. Obwohl das Stück zudem eine Reihe tänzerischer Einlagen und ballettartiger Tanzszenen enthält, kann es nicht als Ballett bezeichnet werden.

## Premieren

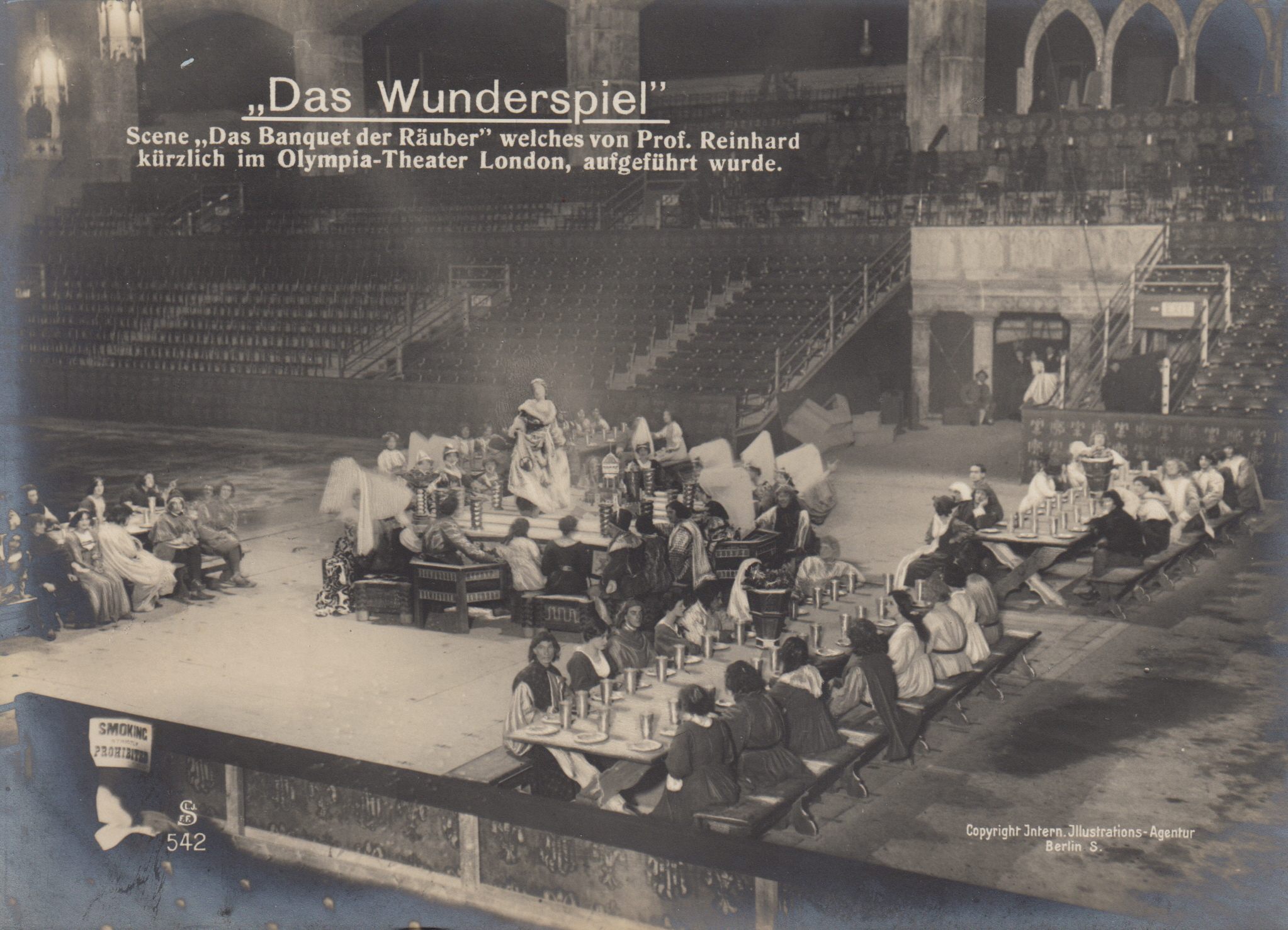
Szenenbild aus der Uraufführungsproduktion in London

Das Mirakel erlebte am 23. Dezember 1911 in London in der Olympia Hall seine Uraufführung. Auf Grund seiner drei Elemente, Musik – Sprachlosigkeit – Tanz, hatte Das Mirakel mit keinerlei Sprachbarrieren zu kämpfen und konnte sich erst europaweit und später weltweit mühelos durchsetzen. Am 18. September 1912 folgte die Premiere in der Rotunde (Wien), am 25. Januar 1913 die Premiere in Prag, bevor es ab dem 30. April 1914 seine Deutschlandpremiere in Berlin im Zirkus Busch erlebte.
Bedingt durch den Ersten Weltkrieg verschob sich die Erstaufführung in den USA auf den 24. Januar 1924. Sie fand am Broadway, New York, im Century Theatre statt. Am 16. August 1925 fand die Premiere anlässlich der Salzburger Festspiele statt.

## Inhalt
Die Handlung basiert auf einer mittelalterlichen Marienlegende, die in ihrer Urform bei Caesarius von Heisterbach im Dialogus miraculorum zu finden ist. Es geht um die Beziehung einer jungen Nonne zur Jungfrau Maria. Ein strahlender junger Ritter entführt die Nonne, für die damit eine Odyssee über mehrere Jahre beginnt, die mit zahlreichen Erniedrigungen und großem Leid angefüllt ist. Währenddessen vertritt die Jungfrau Maria die Nonne und versieht deren Dienst im Kloster. Als die Nonne schließlich gebrochen und gealtert zurückkehrt, tauschen Maria und sie ihre Rollen. Im Gegensatz zur mittelalterlichen Legende spielt in Vollmoellers Das Mirakel das Jesuskind eine wichtige Rolle. Vollmoeller interpretiert die Jungfrauengeburt um, indem er das Baby der Nonne durch die Heilige Jungfrau an Kindes statt annehmen lässt.

## Hintergrund
Um den vorgegebenen mittelalterlichen Handlungskern herum hat Vollmoeller eine dramatisch-pantomimisch-tänzerische Handlung angelegt. Max Reinhardt inszenierte das Stück vor bis zu 30.000 Zuschauern mit einem Heer von über 2000 Darstellern, Sängern, mit Chören von bis zu 150 Mitgliedern, Tänzern und Unmengen von Statisten auf einer riesigen, ähnlich einem Amphitheater angeordneten Bühne. Ergänzt wurde der optische Eindruck von einer durch Engelbert Humperdinck teilweise kongenial auf die Handlung abgestimmten musikalischen Untermalung. Das Orchester bestand aus bis zu 200 Mitgliedern, die teilweise von Humperdinck persönlich, teilweise von anderen namhaften Dirigenten, so Modest Altschuler, dirigiert wurden.

## Adaptionen

### Textbuch
Bereits anlässlich der Premiere 1911 in London wurde der Inhalt des Stücks in einer gekürzten englischen Textversion gedruckt und verkauft. Im April 1912 erschien die deutsche Version bei Bote & Bock in Berlin.

### Film
Aufgrund des Erfolgs des Singspiels wurde der Stoff im Jahr 1912 als Das Mirakel verfilmt. Die österreichisch-deutsche Ko-Produktion entstand unter der Regie von Michel Carré und Max Reinhardt.

## Rezeptionsgeschichte und Wirkung
Die Rezeptionsgeschichte von Das Mirakel / The Miracle reicht für das Theaterstück von der Londoner Weltpremiere 1911, die deutschland- und europaweiten Tourneen der Jahre 1912 bis 1914, die Aufführungen während der Zeit des Ersten  Weltkriegs in Deutschland und dem neutralen Ausland (Schweden, Schweiz) über die vollständige Neubearbeitung 1924 in New York, das Jahr am Broadway (1924), die nordamerikanische Tournee 1925–1930, das Salzburger Festspiel-Intermezzo 1925, die neuerliche Deutschlandtournee 1926/27, die Hollywoodinszenierung Januar 1927 bis hin zur letzten vollständigen Überarbeitung anlässlich des 20. Jubiläums 1931 in London.

## Überarbeitungen
Das Mirakel wurde von seinen beiden Protagonisten – Karl Gustav Vollmoeller als Autor und Ideengeber sowie Max Reinhardt als Regisseur und Umsetzer – im Laufe seiner Aufführungsphase (1911–1934 für das Theaterstück und 1912–1929 sowie 1959–1962 für den Film) insgesamt elfmal überarbeitet, wobei es seitens des Autors Karl Vollmoeller vier schriftlich nachgewiesene Überarbeitungen gibt. Die restlichen Abwandlungen nahm Max Reinhardt anlässlich seiner unterschiedlichen Inszenierungen in Absprache mit Vollmoeller vor. Die Änderungen bezogen sich in erster Linie jeweils auf die Rolle des Spielmanns (engl. The Piper), der von Vollmoeller als eine Mischung aus „Rattenfänger von Hameln“, „Mephisto“, „Tod“, „Versuchung“, aber auch Elementen des griechischen Hirtengottes „Pan“ angelegt war. Das Publikum liebte diese Figur, ähnlich wie es in Goethes Faust Mephisto ergeht. Für die USA wünschte sich Max Reinhardt aus dramaturgischen Gründen eine Aufteilung der Rollen des Spielmanns. So wurde ihm von Vollmoeller als eigenständige Figur der „Tod“ zur Seite gestellt. Doch 1931, anlässlich der Jubiläumsinszenierung in London, nahm Vollmoeller diese Änderung zurück und beließ dem Spielmann seine ursprüngliche Ambivalenz und Zerrissenheit.
Hervorzuheben sind zwei Inszenierungen, die jedes Mal zu einer umfangreichen Überarbeitung führten:
- Die Inszenierung der Salzburger Festspiele vom 16. August 1925, bei der die Musik Humperdincks um zusätzliche Kompositionen von Bernhard Paumgartner für das Zwischenspiel ergänzt wurde. Paumgartner dirigierte das Mozarteumorchester und wurde vom Mozarteumchor begleitet. In der Rolle des Spielmanns glänzte Hermann Thimig, als Ritter war William Dieterle, als Raubgraf Oskar Homolka und als Priester Otto Preminger zu sehen.
- Die Londoner Neuinszenierung in der Fassung vom 9. April 1932, in der der Spielmann seine alte Rolle zurückerhielt und die Figur des Todes gestrichen wurde. Gleichzeitig hoben Vollmoeller und Reinhardt in dieser außergewöhnlichen Inszenierung das tänzerische Element des Spielmanns in besonderer Weise hervor, indem sie Léonide Massine sowohl mit der eigenständigen Choreographie als auch mit der tänzerischen Umsetzung an der Seite von Tilly Losch betrauten.